# Pero tabitha
Pero tabitha là một loài bướm đêm trong họ Geometridae.